# ギュンター・ヴァント
ギュンター・ヴァント（ドイツ語: Günter Wand, 1912年1月7日 - 2002年2月14日）は、ドイツの指揮者。
ハイドン、モーツァルト、ベートーヴェン、シューベルト、ブラームス、ブルックナーといったドイツ音楽を得意とする一方、ストラヴィンスキーやメシアンのような現代音楽作品も積極的に演奏した。

## 生涯
ドイツ・ラインラント地方のエルバーフェルト（現在、エルバーフェルトはバルメンと合併してヴッパータールと改称し、その一部となっている）に生まれた。ミュンヘン音楽院とケルン音楽大学に学んだ。後年における彼の演奏活動を考える上で興味深いのは、当時ミュンヘン音楽院の院長を務めていたジークムント・フォン・ハウゼッガーに会い、強い印象を受けていることである。ハウゼッガーはブルックナーの交響曲を原典版で演奏した初めての指揮者であり、一つの演奏会の中でレーヴェによる改訂版と原典版の両方を指揮するという試み（演奏されたのはブルックナーの交響曲第9番）も行ったことがあるという。
1932年、ヴァントはヴッパータール歌劇場のコレペティトール（オペラなどの独唱者にピアノで下稽古をつける役職）となった。その後、1934年にはアレンシュタイン（現ポーランドのオルシュティン）歌劇場でカペルマイスターとなる。この環境は彼にとって満足のいくものではなかったが、ナチ党員ではなかった彼にはなかなか良いポストが見つからなかった。しかし、1938年のデトモルト州立歌劇場への転出が彼に転機をもたらす。この劇場は規模などの点では前の任地とさほど変わらなかったが、当地はラインラントであり、ケルンに近かった。ある日の晩、ヴァントが指揮する「魔笛」を聴いたケルンのエージェントが彼のもとを訪れ、ケルン歌劇場の第一カペルマイスターになるよう要請した。こうして彼は遂にメジャーな地位を獲得し、1974年のケルン市音楽総監督辞任に至るまでこの街を拠点として活動することになるのである。1946年、彼は同市の音楽総監督に就任し、ケルン・ギュルツェニヒ管弦楽団、ケルン放送交響楽団等を指揮して多くの録音を残した。中でも、後者と録音したブルックナー交響曲第5番のレコードはドイツ・レコード賞を獲得し、この後続いて録音されたブルックナーの交響曲全集によって、彼はケルンの外にも広く知られるようになる。
ケルンを去った後は北ドイツ放送交響楽団の首席指揮者に招聘され(1982年)、同楽団にハンス・シュミット＝イッセルシュテット以来の黄金期をもたらした。同時に、ここでの活動が彼の楽壇に於ける地位を決定的なものにしたのである。
彼は1991年に首席指揮者の地位を退いた後も同楽団への客演を続け、終生、同楽団とは親密な関係にあった。ケルン辞任以降は、ほぼ交響曲の指揮者として専心しながら急速に世界的名声を高めた。1972年以降は完全にコンサートに活動を絞ったこともあり、かつての、オペラ指揮者としての側面は、今日もほとんどスポットがあたっていない。
彼は、1つの楽団に集中しない現代の指揮者の在り方に対して批判的であって客演は多くなかったが、最晩年にはベルリン・フィル、ミュンヘン・フィル、ベルリン・ドイツ交響楽団等に客演して見事な演奏を披露した。
2002年1月、スイスの自宅にて転倒、右腕を脱臼。この後体調を崩し、2月14日に逝去した。

## 日本とのかかわり
初来日は1968年。このときは読売日本交響楽団を指揮し、チャイコフスキーの交響曲やブルックナー交響曲第8番を演奏した。その後、何度かNHK交響楽団にも客演した。手兵の北ドイツ放送交響楽団との初来日は1990年である。1990年代以降、彼は急速に名声を高め、多くの人が彼の再来日を期待していた。しかし、彼自身の体調は衰えを見せてきた上、高齢のため、もはや来日はないと思われていた。
ところが2000年の秋、88歳の高齢の身をおして北ドイツ放送交響楽団との再来日が実現した。高齢で体調面で不安を抱えた状態での来日には、懸念を表明する人もあった。
2000年11月12日～11月14日に東京オペラシティで公演は行われた。プログラムは、3日間とも同一のもので、前半がシューベルトの交響曲第7(8)番、後半がブルックナーの交響曲第9番という二つの「未完成」交響曲であった。公演は成功であり、後述するDVDにおいて、終演後の聴衆の熱狂が確認できる。梅津時比古は「･････熟成への志向、本当のプロフェッショナルへの希求が極めて強かったように思われる。象徴的な例が、ドイツの88歳の指揮者、ギュンター・ヴァントへ対する熱狂的な称賛だろう。このドイツの音楽的伝統を守るプロ中のプロは、ここへきて突然のようにその熟成の意味が見いだされ、求められるようになった。北ドイツ放送響との来日公演（11月）で、聴衆はまるで神を迎えるかのようにヴァントに接した。そしてその演奏には確かにいくつもの啓示があった」と同年11月28日付けの毎日新聞に寄せている。また、ミュージック・ペンクラブ・ジャパンは、このコンサートに第13回ミュージック・ペンクラブ賞（クラシック部門、コンサート・パフォーマンス賞（外国人アーティスト））を与えた。なお、この公演はライブ録音されており、CD化やDVD化もされているが、CDは2001年に音楽之友社が主催するレコード・アカデミー大賞の銅賞を受賞（交響曲部門賞もあわせて受賞）するなど、ライブ録音ながら高い評価を受けている。

## ヴァントのブルックナー演奏
ヴァントが得意とする作曲家は数多いが、中でも特別なレパートリーであったのがブルックナーである。彼のブルックナー演奏は、それまでのものとは一線を画すものであった。ブルックナーは教会オルガニストであり、非常に敬虔なカトリック教徒であったことから、その音楽もカトリックに結びつけて理解されることが多いが、ヴァントはこうしたブルックナー像に対して批判的であり、映像化されている最後のインタビュー中でも、彼を「交響曲作曲家」として表現したいと語っている。ブルックナーの宗教音楽を演奏しなかったのもそのためであるという。
ヴァントはブルックナーの交響曲の中でも第5番と第9番を最も重要な作品と位置づけていた（ヴァントは「この2曲は全く外的な影響を受けていない、世評に対して完全に背を向けた作品である」と述べている）。だが、西ドイツ放送に録音を依頼され、彼がこの交響曲第5番を遂に指揮することになったのは1974年のことである。
またヴァントは、ケルン放送交響楽団との交響曲全集を完成させた後は交響曲第1番、第2番を再録音することはなかった（交響曲第1番を振らない理由としてヴァントは、「同曲が病的な作品であるから」と述べており、ケルン放送交響楽団との録音はブルックナー自身が晩年に改訂した稿（ウィーン稿）を使用している。交響曲第2番についてはケルン放送交響楽団との録音の出来に大変満足し、再録音してもこれ以上の演奏は行えないとの判断があったためである。
交響曲第00番、第0番は録音していない。